# Sphingobacteriia
Classe
La classe des Sphingobacteriia est composée d'un seul ordre de bactéries des Sphingobacteriales. Elles sont capables de produire des sphingolipides.

## Description
La classe des Sphingobacteriia décrite en 2012 par Kämpfer ne doit pas être confondue avec le phylum Sphingobacteria valide uniquement dans la classification de Cavalier-Smith et non reconnue par l'ICSP.

## Taxonomie

### Étymologie
L'étymologie de la classe Sphongobacteriia est la suivante :  N.L. neut. n. Sphingobacterium, genre type de l'ordre; N.L. neut. pl. n. suff. -ia, suffixe définissant une classe; N.L. neut. pl. n. Sphingobacteriia, La classe de Sphingobacterium.

### Liste des ordres et familles
Selon la LPSN (18 février 2023), la classe Sphingobacteriia comprend un ordre et deux familles :
- ordre des Sphingobacteriales
  - famille des Sphingobacteriaceae
  - famille des Filobacteriaceae